# Nador (Maroc)
Pour les articles homonymes, voir Nador.
 (novembre 2011).
Si vous disposez d'ouvrages ou d'articles de référence ou si vous connaissez des sites web de qualité traitant du thème abordé ici, merci de compléter l'article en donnant les références utiles à sa vérifiabilité et en les liant à la section « Notes et références ».
Nador (en langue berbère : Naḍor, ⵏⴰⴹⵓⵔ ; en arabe : الناظور) est une ville marocaine, située dans la région du Rif oriental, plus précisément dans la région tribale des Qelaya (Imazouzen) . 
Nador est située à 150 km d'Al Hoceïma (ouest), à 80 km de Berkane (est) et à 110 km de Taourirt (Sud). Son agglomération est limitrophe de Melilla, qui forme une continuité urbaine avec elle, et elle est située à 200 km d'Almeria et à 60 km de la frontière algérienne.
Nador et sa banlieue (Azghenghan, Selouane, Al Aroui, Aït Nsar, Zaio) représentent la plus grande zone économique de l'Est marocain au niveau des industries variées, le port, la commerce, la marina (Mar Chica) et le futur grand port Nador West Med. En décembre 2021 il est en construction.
Son aéroport international, Nador-Aroui, est le plus grand de la région[réf. souhaitée], dépassant désormais l'aéroport d'Oujda quant au trafic. 
Nador comptait 161 726 habitants en 2014. Son agglomération, l'une des principales zones industrielles du Maroc, compte près de 400 000 habitants.

## Présentation
L'agglomération de Nador est située dans la région l'Oriental, au nord-est du Maroc à quelques kilomètres à l'est de l'enclave espagnole de Melilla. Son activité économique est essentiellement liée à la sidérurgie, avec la SONASID (Leader en Afrique dans ce domaine ), ainsi qu'à la pêche moderne, et au commerce international par le port de Beni Ensar. Par ce port transitent des Marocains résidents à l'étranger. Il a remplacé petit a petit le trafic en tout genre que les autochtones nommaient trabando qu'ils  réalisaient avec  Melilla, trafic interrompu à la suite de la fermeture des frontières commerciales, en 2014 et 2018 respectivement.

## Climat
Nador bénéficie d'un climat méditerranéen. Les étés sont secs et très chauds, avec des températures pouvant grimper au-dessus des 40 °C, et les précipitations sont quasiment absentes entre juin et septembre. Il n'y pleut que rarement et ce, quelques minutes seulement. Les automnes, quant à eux, peuvent devenir très pluvieux et aux périodes de sécheresse s'ensuivent des périodes de fortes pluies orageuses. C'est aussi en automne que la chute des températures est remarquable à Nador. Hivers et printemps sont eux aussi pluvieux et les températures moyennes vont de 8 °C à 18 °C au meilleur de la journée. Bien que rare, la neige peut tomber à Nador de décembre à février ; mais ce n'est que pour s'y maintenir de manière éphémère pendant quelques heures ; en tout cas sans aucune chance de persister sur plusieurs jours.

## Économie
Nador est une ville méditerranéenne située sur les rives de la vaste lagune de Nador, également appelée Mar Chica. Elle se trouve au cœur d’une région à la fois agricole et industrielle, aujourd’hui en plein développement économique.

### Infrastructures

#### Aéroport et Port
Au niveau des infrastructures, Nador bénéficie de plusieurs équipements stratégiques, dont un aéroport international moderne : l’aéroport de Nador – El Aroui . Situé à environ 24 km au sud de la ville, sur le territoire de la commune d’Al Aroui, il culmine à 175 mètres d’altitude et est géré par l’Office National des Aéroports (ONDA). Il figure parmi les principaux aéroports du pays en termes de trafic, notamment vers l’Europe.
La ville est également dotée d’un port polyvalent à Beni Ansar (en) – le quatrième du Royaume – accueillant passagers, marchandises et activités industrielles. Le réseau de transport est complété par cinq gares ferroviaires (Selouane, Nador-Ville, Nador Sud, Beni Ansar Ville, Beni Ansar Port), ainsi qu’une gare routière centrale qui relie Nador à de nombreuses autres villes marocaines. L’ensemble est desservi par la rocade côtière du nord du Maroc, facilitant les échanges régionaux et nationaux.

### Pôle industriel
Sur le plan industriel, Nador dispose d’un tissu en développement, avec plusieurs zones industrielles actives, notamment à Selouane et Beni Ansar. L’économie locale se transforme progressivement, portée par de grands projets structurants tels que le port Nador West Med et l’aménagement de la lagune Marchica. Ces initiatives contribuent à la réduction de l’économie informelle tout en stimulant l’investissement, l’emploi et l’attractivité du territoire.
Parmi les initiatives agro-industrielles notables figure BDM Fromage, qui a investi 150 millions de dirhams dans une nouvelle unité de production à Selouane. Ce centre, dédié à la fabrication et au conditionnement de produits laitiers et fromagers, s’étend sur environ 7 700 m² et devrait générer 230 emplois directs, marquant une avancée importante pour le secteur agroalimentaire dans la région de l’Oriental.
Dans un tout autre registre industriel, l’implantation de l’entreprise chinoise Aeolon Technology, spécialisée dans la fabrication de pales d’éoliennes, constitue l’un des projets récents les plus stratégiques. L’entreprise construit à Nador, dans la zone industrielle de Betoya, sa première usine hors de Chine, à proximité du port Nador West Med. Ce site de 50 hectares représente un investissement de plus de 2,3 milliards de dirhams et devrait créer plus de 3 300 emplois directs. Dotée d’une capacité annuelle de 600 jeux de pales, l’usine vise à desservir les marchés européen, africain et moyen-oriental, renforçant ainsi la position de Nador dans les industries liées aux énergies renouvelables.

#### Investissements et entreprises internationales
La diversification de l’économie se manifeste également dans le secteur des services et du commerce. La ville accueille des enseignes internationales, telles que McDonald’s, présent à Nador depuis 2011. Situé entre la gare et la corniche, ce restaurant illustre l’ouverture progressive de Nador aux investissements étrangers, notamment dans le secteur de la restauration rapide. Cette présence témoigne de la vitalité du marché local et de son attractivité pour les grandes chaînes internationales.

### Pôle bancaire
Nador, capitale de la province éponyme, est un pôle bancaire majeur dans la région de l’Oriental. En 2024, la ville comptait environ 161 726 habitants , tandis que la province de Nador en comptait plus de 600 000. Cette population est renforcée par une diaspora significative, notamment en Europe, qui soutient activement l'économie locale.
La Banque Populaire du Maroc y détient une part de marché des dépôts nettement supérieure à la moyenne nationale, avec 51,4 % contre 26,7 % à l’échelle nationale . En 2018, la Banque Populaire régionale de Nador s’est classée deuxième au Maroc en termes de dépôts, avec un total de 6 milliards de dirhams, derrière Casablanca (10 milliards).
Cette dynamique est en partie expliquée par l’existence d’une économie informelle historiquement importante, mais en recul progressif grâce à la mise en œuvre de plusieurs projets structurants, tels que le port Nador West Med et le projet Marchica, stimulant ainsi l’investissement et l’emploi.

### Secteur minier
Après 40 ans d’arrêt, les mines de fer d’Iksane à Nador ont repris leur activité grâce à un partenariat entre l’ONHYM, Seif Rif et le groupe chinois China Railway Construction Corporation (CRCC).
Une première expédition de 30 250 tonnes de poudre de fer a eu lieu en 2024, avec un potentiel de production pouvant atteindre 2 millions de tonnes par an.
Au total, près de 71 millions de tonnes pourraient être extraites dans la région.
Ce projet s’inscrit dans le développement industriel de l’Oriental, notamment autour du port Nador West Med, et renforce la présence de la Chine dans le secteur minier marocain.

## Transport urbain et interurbain

### Rénovation du réseau routier
Dans le cadre de sa vision de développement durable et intégré, MarchicaMed, en collaboration avec l’ONCF, a défini les grandes lignes d’une politique de mobilité multimodale à l’échelle de la région de Nador. Cette stratégie vise à amélioré des infrastructures routières existantes pour fluidifier la circulation et renforcer la sécurité.

#### Autoroute Guercif – Nador
L’autoroute Guercif – Nador est un projet autoroutier en cours de réalisation au Maroc, visant à relier la ville de Guercif, située sur l’axe stratégique Fès–Oujda, au port en eau profonde Nador West Med et à la ville de Nador, dans la région de l’Oriental. D’une longueur totale d’environ 104 kilomètres, elle sera composée de trois sections principales : Guercif–Saka (36,5 km), Saka–Driouch (40,5 km) et Driouch–Nador West Med (27 km). L’infrastructure est conçue pour améliorer la connectivité logistique entre le nouveau port et le réseau autoroutier national, réduisant ainsi les temps de transport et facilitant le flux des marchandises vers les marchés nationaux et internationaux.
Le coût global du projet est estimé à près de 7,9 milliards de dirhams, financés en partie par des partenaires nationaux et internationaux. Les travaux, pilotés par la Société nationale des autoroutes du Maroc (ADM), ont débuté par la section Driouch–Nador West Med, qui affichait un taux d’avancement d’environ 50 % à la mi-2025. Les procédures de préqualification et d’attribution des marchés pour les autres tronçons sont également en cours.
Ce projet s’inscrit dans le cadre de la stratégie nationale de développement des infrastructures et du désenclavement des régions, portée par le Royaume du Maroc. Il répond à un double objectif : soutenir l’essor économique et industriel de la région de l’Oriental et renforcer son intégration au reste du territoire. L’achèvement de l’autoroute est prévu pour 2028, avec une mise en service progressive des différents tronçons.,,

### Développement de modes de transport alternatifs

#### Hydravions
- Hydravions pour les déplacements interrégionaux ou touristiques par voie aérienne.

#### Téléphériques et funiculaires
- Téléphériques et funiculaires pour desservir les zones à relief ou à forte attractivité touristique.

#### Transports lagunaires
- Transports lagunaires dans la lagune de Marchica, combinant accessibilité et valorisation écologique du site.

### Trams
Bien qu’aucun chantier de tram ne soit actuellement en cours à Nador, une liaison tram-train est envisagée entre l’aéroport international de Laaroui et le port de Beni Ansar. Ce projet permettrait à terme de relier efficacement les principales portes d’entrée de la région, facilitant ainsi les échanges de personnes et de marchandises.

### Taxis
Les petits taxis de Nador sont de couleur rouge et transportent les passagers seulement à l’intérieur de Nador. 
Les grands taxis sont de couleur blanche et transportent les passagers en dehors de la ville, aux environs comme la liaison Nador-segangan, Nador- Al aroui ou encore Nador- Bni Nsar

### Autobus
Le groupe d’Alicante fournit des services à 11 municipalités de la province de Nador dans le nord du Maroc avec une population d’environ 450.000 habitants.
Vectalia, société d’Alicante ayant une grande expérience dans la gestion de la mobilité et des services, a remporté le marché public Gestion Déléguée du Service de Transport Urbain par autobus du Groupement d’Agglomération du Grand Nador. La gestion déléguée du service de transport urbain par autobus de l’agglomération de la province a débuté le 1er juillet.

#### Lignes des transports urbains deVectaliaNador
Ligne 02 :Quartier Administratif <> baraka - la gare sud nador
Ligne 03 : Quartier Administratif <> Eřfiḍ 1
Ligne 04 :Quartier Administratif <> hay al matar-nador jadid - bourourou - fatwaki
Ligne 05 : Quartier Administratif <> arrid 2 - 3
Ligne 07 : Parada <> oulad mimoun - Quartier boustane - touima
Ligne 08 : Parada <> bouarge-kariat arkman
Ligne 15 : Parada <> ihadadan-azgangan
Ligne 19 : oulad mimoun <> gare nador ville-bni nsar (route port nador )
Ligne 20 : Parada <> marchika- bni nsar (route farkana)
Ligne 21 : Parada <> selouane-cité université-faculté
Ligne 22 : Parada <> selouane centre- faculté
Ligne 26 : cité université (faculté) <> oulad mansour- zaio-ould setout
ligne 24 :selouane<> z.l.selouane-al aroui centre
ligne 25 : selouane centre <> z.l.selouane-al aroui - aeroport nador
ligne 18 :bni nsar (route frontiere melila) <> tissamrin-farkhana

## Tourisme

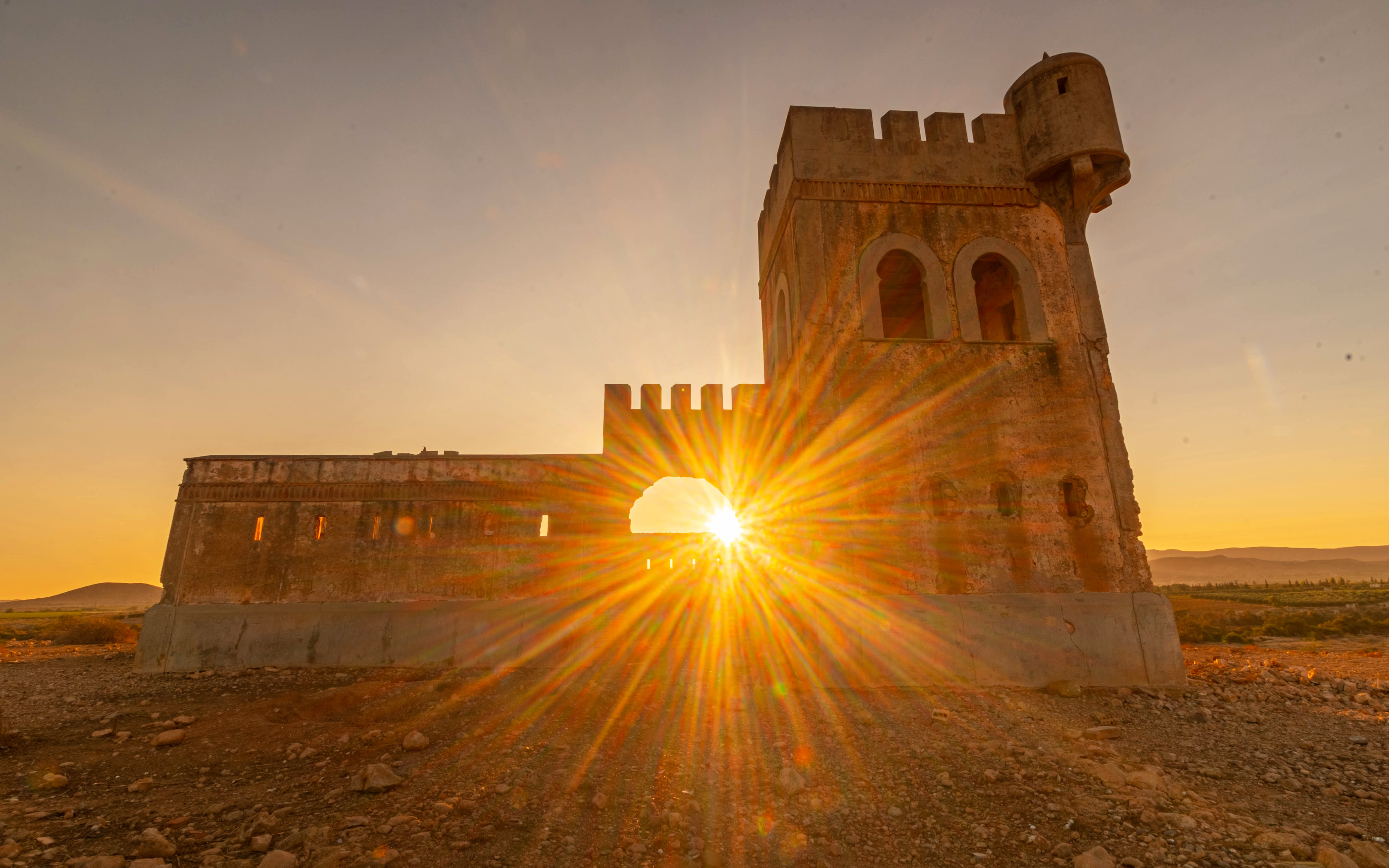
Le Château de princesse ou Château de AlBurjeen à Nador. Octobre 2020.

### La lagune de Marchica

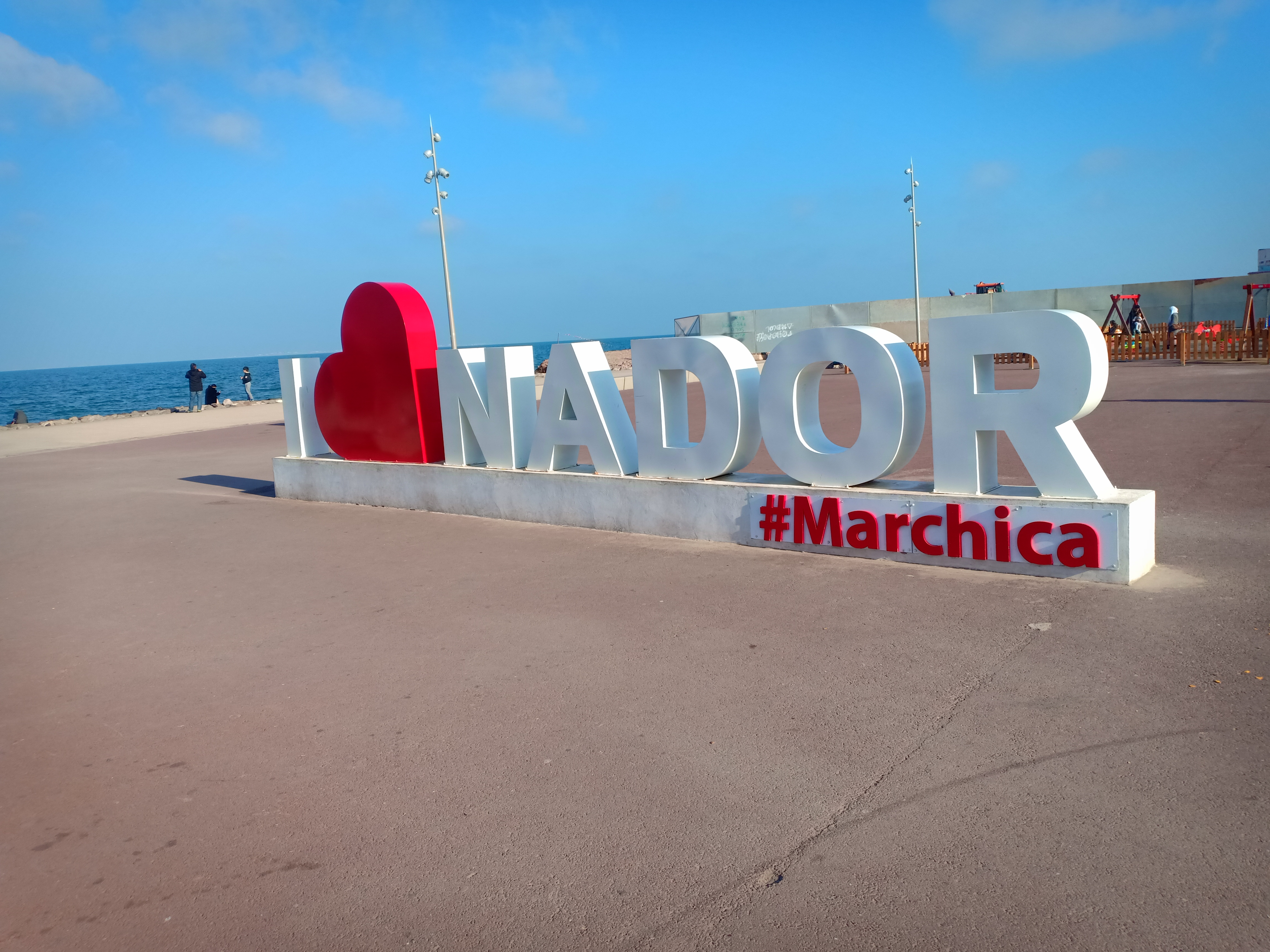
Promotion touristique.

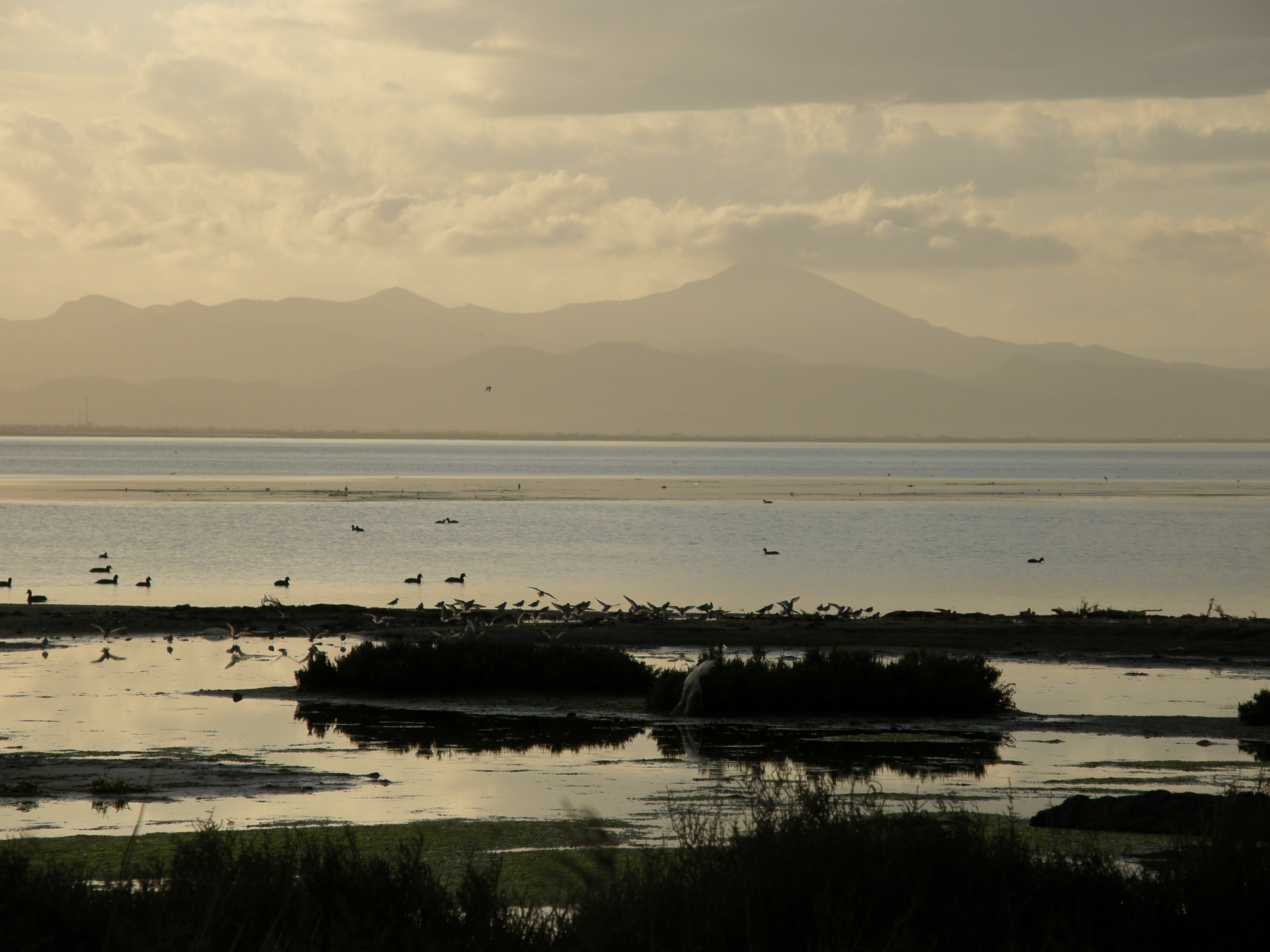
Lagune de Marchica

La ville a longtemps souffert d'un manque d'infrastructure hôtelière. La ville avait accueilli en 2010 99.624 touristes principalement des Allemands, mais aujourd'hui avec le projet Marchica, Nador tente de devenir la Nice du Maroc version écologique[citation nécessaire].
Le programme d'aménagement de Marchica Med prévoit un budget de quarante-six milliards de dirhams (/4,2 milliards d'euros) entre 2009 et 2025. La dépollution de la lagune et la construction d'une deuxième embouchure, renforçant son renouvellement en eau de mer et améliorant la qualité de l'eau de la lagune, ont été réalisées.
Le projet de développement de la lagune de Marchica, à proximité de la ville de Nador, va complètement transformer le paysage de cette région. Cette lagune, longue de vingt-cinq km et d'une superficie de 4 000 ha, est destinée à devenir une station balnéaire constituée d'un ensemble de sept zones abritant chacune des complexes résidentiels, des hôtels, des infrastructures de sport et de loisirs ainsi que des espaces pour des activités économiques et sociales. Le montant de l'investissement prévu est de quarante-six milliards de DH, dont 13,6 milliards pour le résidentiel, 3,3 milliards pour l'hébergement hôtelier, 3,1 milliards pour les équipements et services, 8,3 milliards pour les infrastructures et 17,6 milliards induits par le développement.
Ce projet permettra de générer quinze mille emplois (quatre mille sept cents directs et dix mille trois cents indirects)[réf. souhaitée] durant la phase de construction. Une fois que les sites commenceront à tourner à plein régime, ce seront soixante-cinq mille emplois qui vont être créés, dont trente mille directs et trente-cinq mille indirects. Pour mener à terme cette énorme entreprise, il convient de rappeler qu'une société anonyme à capitaux publics, « Marchica Med », a été mise sur pied par un décret du 5 mars 2008. Elle est dotée d'un capital de cinq cents MDH, réparti à parts égales entre l’État et le Fonds Hassan II. Mais pour chacun des sept projets qui composent le programme, il sera créé une filiale spécialisée dont l'actionnariat sera ouvert au privé.
La première filiale chargée de développer la cité « Atalayoun » est en cours de constitution[Quand ?], a indiqué Saïd Zarrou[Qui ?], président du directoire de Marchica Med. Il précise que c'est là « une manière pour l’État de piloter et de s'assurer de la bonne réalisation d'un programme d'une telle envergure dans le respect des normes ».
Cette première cité sera conçue sur une superficie de 45,2 ha selon des normes écologiques avec une priorité pour les énergies renouvelables, éolien et solaire, et le recyclage des eaux usées. Elle sera donc composée d'une partie résidentielle (un hôtel de trois cent soixante-dix chambres, six cent cinquante villas et riads et deux mille deux cent trente appartements) offrant quatorze mille lits, de deux ports de plaisance, d'une académie de golf et de boutiques. Les travaux démarreront en 2009 et seront achevés en 2014.[réf. souhaitée]
Suivra après « la Cité des mers », un projet qui s'étendra sur quinze ha le long de la lagune. Elle sera constituée de trois cent vingt villas de mille neuf cent vingt lits, cent quatre-vingt-treize appartements de sept cent soixante-douze lits et deux cent quatre-vingt chambres d'hôtel de cinq cent soixante lits. Il est également prévu la construction de deux marinas, d'un marché et d'un centre de recherche. D'après le calendrier arrêté, les travaux dureront entre 2010 et 2014.
Elle est située dans le berceau de la région Kebdana (commune El Berkanyene), à 35 km de Nador en longeant la rocade méditerranéenne reliant Nador et Saïdia.

### Une nouvelle ville à Nador
Troisième projet, la nouvelle ville de Nador. Le chantier est ouvert en 2012. Cette nouvelle ville couvrant 76,3 ha sera construite sous forme de village-marina. Elle offrira trente deux mille lits. « Le Village des pêcheurs », quatrième projet, sera réalisé entre 2014 et 2018[réf. souhaitée]. Il sera composé de logements particuliers tournés vers la mer avec une capacité globale de six mille lits. Dès 2015,a commencé également l'aménagement de « la Baie des flamands » où sont prévus vingt neuf mille lits. Sur soixante-dix-sept ha, cette baie combinera plusieurs types de logements, des installations et équipements pour le tourisme lacustre, la navigation de plaisance et le golf. Le chantier sera totalement livré en 2020.
Marchica sport, sixième projet, sera lancé à partir de 2017. Ce site de quatorze ha disposera d'installations sportives pour les amateurs et les professionnels de haut niveau dans différentes disciplines.
Enfin, entre 2020 et 2025, seront construits « les vergers de Marchica » dans le parc naturel de la lagune avec l'aménagement, sur quatorze ha, d'espaces réservés aux mobiles-home et à des villas fermettes.
Avec tout cela, et en plus du futur port pétrolier prévu à quelques kilomètres à l'ouest, Nador se positionnera à coup sûr comme un des premiers pôles économiques du pays.

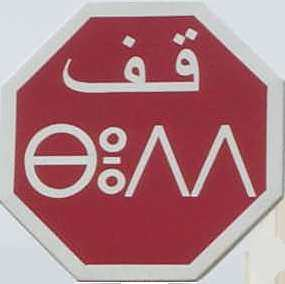
Signalisation bilingue arabe et berbère à Nador.

| 62 040                                                                           | 126 207 | 135 508 |
| Recensement secondaire : 1982 ; recensement officiel : 2004 ; calculation : 2007 |         |         |

## Tour Medi1-Nador
L’émetteur de Nador, situé à 18 km au sud de Nador au Maroc, appartient à la radio franco-marocaine Medi 1. Il diffuse en ondes courtes et longues grâce à trois pylônes de 380 mètres, parmi les plus hauts d’Afrique. Avec une puissance de 2000 kW, il couvre largement le Maghreb et une partie du sud de la France. Après 30 ans d’activité, le site nécessite une rénovation estimée à 20 millions d’euros, financée à parts égales par l’État marocain et la station.

## Sport

### Nouveau stade
Un grand stade moderne de 20 000 places va être construit à Nador, près de l’aéroport. Ce projet, d’un coût estimé à 500 millions de dirhams, est financé par plusieurs institutions nationales et régionales. Il vise à renforcer les infrastructures sportives, dynamiser le football local et stimuler le développement économique de la région. Les clubs locaux soutiennent l’initiative, même si des questions restent sur le respect des délais. Le démarrage du processus d’expropriation a été annoncé, marquant une étape importante pour la réalisation du stade.

### Clubs

#### Hilal Athletic Nador
Le Hilal Athletic Nador, fondé en 1956, est l’un des clubs de football les plus emblématiques de la ville de Nador. Évoluant au Stade municipal, il est un pilier du sport local malgré des infrastructures vieillissantes. Le club a connu plusieurs succès, notamment en deuxième et troisième divisions marocaines. Malgré des difficultés financières, il reste un acteur important du football dans la région et bénéficie d’un fort soutien de ses fans.

#### Fath de Nador
Le Fath de Nador est un club de football majeur de la ville de Nador, rival historique du Hilal Athletic Nador. Créé en 1971, il joue un rôle clé dans la promotion du football local. Le club dispute ses matchs au Stade municipal et bénéficie d’une base de supporters passionnés. Malgré des ressources limitées, le Fath de Nador continue de se battre pour progresser dans les championnats nationaux et renforcer la présence sportive de la région.

## Personnalités de Nador
- Najat Vallaud-Belkacem femme politique, franco-marocaine. Porte parole du gouvernement français. Ministre de l'Éducation nationale, de l'Enseignement supérieur et de la Recherche et ministre des Droits des femmes. Ministre de la Ville, de la Jeunesse et des Sports, y est née en 1977
- Kamel Chouaref, Champion du Monde de Kick-Boxing, y est né en 1969.
- Ahmed El Mousaoui, Champion de France de Boxe, y est né en 1990.
- Housein El Ouardi, homme politique, Ministre de la Santé, y est né en 1950
- Mohamed Choukri, auteur, romancier, y est né en 1935.
- Najib Amhali, acteur et comédien néerlando-marocain, y est née le 4 avril 1971.
- Nabil Asmar, kick-boxeur, y est né en 1999.

## Jumelage
- Malines (Belgique) depuis juin 2007[26].